# 1852 en photographie
| Années de la photographie : 1849 - 1850 - 1851 - 1852 - 1853 - 1854 - 1855    |
| Décennies de la photographie : 1820 - 1830 - 1840 - 1850 - 1860 - 1870 - 1880 |

Cet article présente les faits marquants de l'année 1852 en photographie.

## Événements
- Adolphe-Alexandre Martin met au point la technique du ferrotype ou mélainotype[1].
- Jean Nicolas Truchelut met au point la technique du panotype[2].
- John Benjamin Dancer invente l'appareil photographique stéréoscopique.
- Leopoldo Alinari et ses frères Giuseppe et Romualdo fondent en Italie à Florence  l'atelier photographique Fratelli Alinari, la plus ancienne maison d'édition spécialisée en photographie du monde, particulièrement dans les photographies d'œuvres d'art et de monuments historiques[3].
- Le pharmacien Pierre Wittmann associé à son gendre, Étienne Poulenc, pharmacien et chimiste, ouvre à Vaugirard, un quartier de Paris, un atelier de préparation des produits nécessaires à l'élaboration des collodions photographiques : bromure et iodure d'argent, chlorure d'iode, hyposulfite de sodium[4].
- 16 septembre : Emilie Bieber ouvre, avec Adelgunde Koettgen, un studio de photographie daguerréotype au 26, Großen Bäckerstraße, à Hambourg.
- Geneviève Élisabeth Disdéri, séparée de son mari Eugène Disdéri, reprend la direction de l'atelier professionnel de photographie qu'ils avaient ouvert à Brest en 1848
- novembre : deux mois après son arrivée en exil à Jersey, Victor Hugo installe un atelier photographique dans une pièce de Marine Terrace ; son fils Charles Hugo se forme à la technique du daguerréotype auprès d'un proscrit nommé Jean-Jacques Sabatier.

## Livres de photographies
- Maxime Du Camp, Égypte, Nubie, Palestine et Syrie : dessins photographiques recueillis pendant les années 1849, 1850 et 1851. Accompagnés d'un texte explicatif, Paris, Gide et J. Baudry (lire en ligne) : 125 photographies, épreuves sur papier "ioduré" d'après 122 négatifs papier de Maxime Du Camp (pris lors du voyage effectué de novembre 1849 à avril 1851 avec Gustave Flaubert) et 3 contretypes de daguerréotypes d'Aimé Rochas ; tirages à l'imprimerie photographique de Blanquart-Evrard à Lille[5],[6]. Le Journal de l’imprimerie crée pour la première fois une rubrique "Photographies" pour rendre compte de l'ouvrage, dans son numéro 644 du 8 mai 1852, p. 272[7].

## Expositions
- décembre 1852 - janvier 1853 : la Royal Society of Arts organise à Londres The Exhibition of Recent Specimens of Photography, une exposition exclusivement  consacrée à la photographie, qui présente 397 photographies de 76 photographies[8],[9].

## Naissances
- 24 janvier : Georges Révoil, explorateur, diplomate et photographe français, mort le 19 août 1894.
- 26 mars : Tomaso Filippi, photographe italien, mort le 21 janvier 1948.
- 26 avril : Antonio Esplugas, photographe espagnol de Barcelone, mort le 25 mars 1929.
- 1er mai : 
  - Gildaldo Bassi, militant socialiste et photographe italien, mort le 19 mars 1932.
  - Santiago Ramón y Cajal, histologiste, neuroscientifique et photographe espagnol, mort le 17 octobre 1934.
- 18 mai : Gertrude Käsebier, photographe professionnelle portraitiste américaine, morte le 13 octobre 1934.
- 14 août : Marguerite Naville, égyptologue, diariste, photographe et dessinatrice suisse, morte le 14 décembre 1930.
- 18 août : Guglielmo Plüschow, photographe allemand, mort le 3 janvier 1930.
- 12 septembre : Victor Franck, photographe français, mort le 27 novembre 1907.
- 30 novembre : Juan Comba, peintre et photographe espagnol, mort le 19 juin 1924.
- 8 décembre : Ermanno Stradelli, explorateur, géographe et photographe italien, mort le 21 mars 1926.
- Date précise non renseignée ou inconnue :
  - Ilario Carposio, photographe italien, mort en 1921.
  - Rose Clark, peintre et photographe pictorialiste américaine, morte le 28 novembre 1942.
  - Henrietta Gilmour, sportive et photographe canadienne, morte le 2 janvier 1926.
  - Thomas Alfred Grut, photographe et poète de Guernesey, mort en 1933.
- Vers 1852 : 
  - Jules Borelli, explorateur et photographe français, mort le 12 février 1941.